# Membrana d'intercanvi de protons

Pila de combustible PEMFC

Una membrana d'intercanvi de protons, o membrana polímer-electròlit (PEM), és una membrana semipermeable generalment feta d'ionòmers i dissenyada per conduir protons alhora que actua com a aïllant electrònic i barrera de reactius, per exemple a l'oxigen i al gas hidrogen. Aquesta és la seva funció essencial quan s'incorporen a un conjunt d'elèctrodes de membrana (MEA) d'una pila de combustible de membrana d'intercanvi de protons o d'un electròlitzador de membrana d'intercanvi de protons: separació de reactius i transport de protons mentre bloqueja una via electrònica directa a través de la membrana.
Els PEM es poden fer a partir de membranes de polímer pur o de membranes compostes, on altres materials estan incrustats en una matriu de polímer. Un dels materials PEM més comuns i disponibles comercialment és el fluoropolímer (PFSA) Nafion, un producte de DuPont. Mentre que Nafion és un ionòmer amb una columna vertebral perfluorada com el tefló, hi ha molts altres motius estructurals utilitzats per fer ionòmers per a membranes d'intercanvi de protons. Molts utilitzen polímers poliaromàtics, mentre que altres utilitzen polímers parcialment fluorats.
Les membranes d'intercanvi de protons es caracteritzen principalment per la conductivitat dels protons (σ), la permeabilitat al metanol (P) i l'estabilitat tèrmica.
Les piles de combustible PEM utilitzen una membrana de polímer sòlid (una fina pel·lícula de plàstic) que és permeable als protons quan està saturada d'aigua, però no condueix electrons.

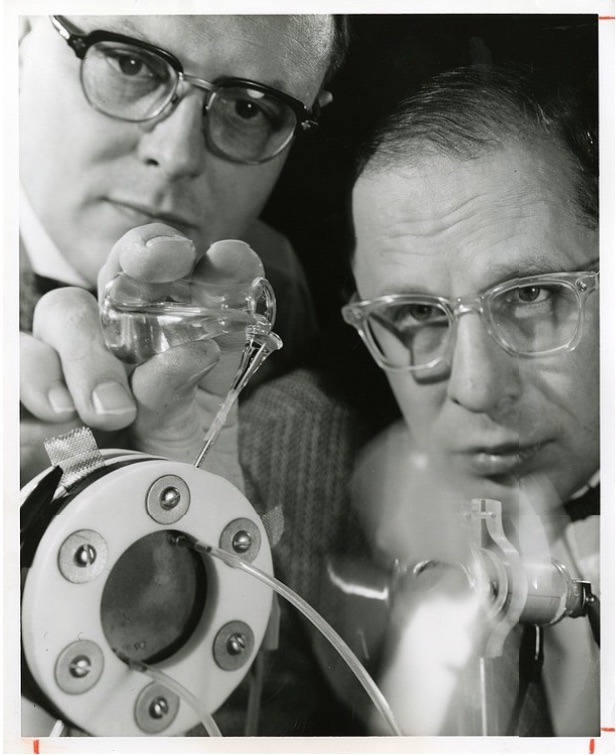
Leonard Niedrach (esquerra) i Thomas Grubb (dreta), inventors de la tecnologia de membrana d'intercanvi de protons.

## Història
La primera tecnologia de membrana d'intercanvi de protons va ser desenvolupada a principis dels anys 60 per Leonard Niedrach i Thomas Grubb, químics que treballaven per a la General Electric Company. Es van dedicar recursos governamentals significatius a l'estudi i desenvolupament d'aquestes membranes per utilitzar-les en el programa de vols espacials Project Gemini de la NASA. Una sèrie de problemes tècnics van portar a la NASA a renunciar a l'ús de piles de combustible de membrana d'intercanvi de protons en favor de les bateries com a alternativa de menor capacitat però més fiable per a les missions Gemini 1-4. Una generació millorada de la pila de combustible PEM de General Electric es va utilitzar en totes les missions Gemini posteriors, però es va abandonar per a les missions Apollo posteriors. L'ionòmer fluorat Nafion, que avui és el material de membrana d'intercanvi de protons més utilitzat, va ser desenvolupat pel químic plàstic de DuPont Walther Grot. Grot també va demostrar la seva utilitat com a membrana separadora electroquímica.
El 2014, Andre Geim, de la Universitat de Manchester, va publicar resultats inicials sobre monocapes gruixudes d'àtoms de grafè i nitrur de bor que només van permetre que els protons travessin el material, convertint-los en un potencial substitut dels ionòmers fluorats com a material PEM.

## Pila de combustible
Els PEMFC tenen alguns avantatges sobre altres tipus de piles de combustible, com ara les piles de combustible d'òxid sòlid (SOFC). Els PEMFC funcionen a una temperatura més baixa, són més lleugers i compactes, la qual cosa els fa ideals per a aplicacions com els cotxes. Tanmateix, alguns desavantatges són: els ~80 La temperatura de funcionament de °C és massa baixa per a la cogeneració com en els SOFC, i l'electròlit dels PEMFC ha d'estar saturat d'aigua. No obstant això, alguns cotxes de pila de combustible, inclòs el Toyota Mirai, funcionen sense humidificadors, depenent de la ràpida generació d'aigua i de l'alta taxa de retrodifusió a través de membranes primes per mantenir la hidratació de la membrana, així com l'ionòmer de les capes del catalitzador.
Els PEMFC d'alta temperatura funcionen entre 100 °C i 200 °C, que pot oferir beneficis en la cinètica dels elèctrodes i la gestió de la calor, i una millor tolerància a les impureses del combustible, especialment el CO en el reformat. Aquestes millores podrien conduir a una major eficiència global del sistema. No obstant això, aquests guanys encara no s'han realitzat, ja que les membranes d'àcid sulfònic perfluorat (PFSA) estàndard d'or perden funció ràpidament a 100 °C i més si la hidratació cau per sota del ~100% i comencen a avançar en aquest interval de temperatura, donant lloc a un aprimament localitzat i una vida útil general més baixa del sistema. Com a resultat, s'estudien activament nous conductors de protons anhidres, com ara els cristalls de plàstic iònics orgànics pròtics (POIPC) i els líquids iònics pròtics, per al desenvolupament de PEM adequats.

## Aplicacions
L'aplicació principal de les membranes d'intercanvi de protons és a les piles de combustible PEM. Aquestes piles de combustible tenen una gran varietat d'aplicacions comercials i militars, incloses les indústries aeroespacial, automotriu i energètica.
Les primeres aplicacions de piles de combustible PEM es van centrar a la indústria aeroespacial. La capacitat aleshores més gran de les piles de combustible en comparació amb les bateries les va fer ideals, ja que el Projecte Gemini de la NASA va començar a apuntar a missions espacials de més durada del que s'havia intentat anteriorment.
A partir del 2008, la indústria de l'automòbil, així com la generació d'energia personal i pública, són els mercats més grans de piles de combustible de membrana d'intercanvi de protons. Les piles de combustible PEM són populars en aplicacions d'automoció a causa de la seva temperatura de funcionament relativament baixa i la seva capacitat d'engegar-se ràpidament fins i tot en condicions de congelació. Al març de 2019 hi havia 6.558 vehicles de pila de combustible a la carretera als Estats Units, sent el Toyota Mirai el model més popular. Les piles de combustible PEM també s'han implementat amb èxit en altres formes de maquinària pesada, amb Ballard Power Systems subministrant carretons elevadors basats en la tecnologia. El principal repte a què s'enfronta la tecnologia PEM d'automoció és l'emmagatzematge segur i eficient de l'hidrogen, actualment un àmbit d'alta activitat investigadora.
L'electròlisi de membrana d'electròlits de polímer és una tècnica mitjançant la qual s'utilitzen membranes d'intercanvi de protons per descompondre l'aigua en hidrogen i oxigen gasós. La membrana d'intercanvi de protons permet la separació de l'hidrogen produït de l'oxigen, permetent que qualsevol producte s'exploti segons sigui necessari. Aquest procés s'ha utilitzat de manera diversa per generar combustible d'hidrogen i oxigen per als sistemes de suport vital en vaixells com els submarins dels EUA i de la Royal Navy. Un exemple recent és la construcció d'una planta electrolitzadora PEM d'Air Liquide de 20 MW al Quebec. Dispositius similars basats en PEM estan disponibles per a la producció industrial d'ozó.